# Tebibyte
Tebibyte (TiB) är en informationsenhet som motsvarar 1 099 511 627 776 (240 = 10244) byte. Namnet kommer av det binära prefixet tebi (Ti) och byte (B). Enheten ingår inte i SI, men däremot i IEC.
Tebibyte är relaterat med enheten terabyte, som antingen definieras som en tebibyte eller en biljon byte. Tebibyte kan användas istället för terabyte när man vill specificera 240 byte, för att undvika tvetydighet bland de olika värdena av terabyte.